# Zénith (astronomie)
Pour les articles homonymes, voir Zénith.

Diagramme montrant la relation entre zénith, nadir et différents types d'horizon.

En astronomie, le zénith (du latin zenit, issu de l'écrit incorrect de l'expression arabe: سمت الرأس (samt al-ras)) est un des points d'intersection de la verticale d'un lieu donné et de la sphère céleste. Le point d'intersection qui se trouve au-dessus de la Terre est le zénith tandis que celui qui se trouve aux antipodes est le nadir.

## Définition
Le zénith est le point sur la verticale au-dessus de notre tête tandis que le nadir est le point sur la verticale situé sous nos pieds. En coordonnées horizontales, l'axe zénith-nadir est perpendiculaire au plan de l'horizon céleste, tandis que le zénith et le nadir sont les pôles du grand cercle de l'horizon. Le méridien céleste du lieu passe par ces pôles que sont le zénith et le nadir.

### Zénith et «point de culmination»
Le zénith ne devrait pas être confondu avec le point le plus élevé de la trajectoire d'un astre dans le ciel (par exemple le Soleil), appelé point de culmination, car le Soleil ne passe au zénith que les jours où sa déclinaison est égale à la latitude du lieu, soit deux fois par an entre les tropiques et une fois par an sur les tropiques. En dehors de la zone intertropicale, le soleil ne passe jamais au zénith. Néanmoins, par abus de langage il est fréquent de dire que « le soleil passe au zénith à 12 h » quel que soit le lieu de la Terre où il est possible de le voir à midi (heure locale réelle).

## Exemple d'utilisation
Certains télescopes sont conçus avec des miroirs liquides (au mercure par ex.) en rotation. Du fait qu'ils doivent rester en permanence à la verticale, ce genre de télescope a un champ d'observation restreint au zénith.